# Karamanidi
Karamanidi ali Karamanidska dinastija (turško Karamanoğulları, Karamanoğulları Beyliği), znani tudi kot Karamanska kneževina ali Karamanski bejlik (turško Karaman Beyliği), so bili eden od islamskih anatolskih bejlikov s središčem v južni centralni Anatoliji v okolici sedanje turške province Karaman. Od 13. stoletja do padca leta 1487 so bili eden od najmočnejših turških bejlikov v Anatoliji.

## Zgodovina
Ustanovitelja  Karamanidske dinastije ta bila hodža Sad al-Din in njegov sin, ki sta  zaradi invazije Mongolov leta 1230 emigrirala iz Arrana (približno sedanji Azerbajdžan) v Sivas.
Karamanidi so bili člani oguškega turškega plemena Salur. Po Muhsinu Yaziciogluju in drugih so bili člani plemena Afšar. Pleme  je sodelovalo v uporu, ki ga je vodil Baba Išak in se zatem preselilo v zahodni Taurus v okolico Larendeja, da bi služilo Seldžukom. 
Kerimeddin Karaman Bej, sin rezbarja  Nure Sufija, je sredi 13. stoletja dobil oblast v nepomembnem goratem delu Kilikije. Zakoreninjena, toda lažna legenda trdi, da je Karamanidsko dinastijo ustanovil seldžuški sultan Ruma Kajkubad I. Karaman Bej je razširil svoje ozemlje z osvojitvijo gradov v Ermeneku, Mutu, Ereğliju, Gülnarju in Silifkeju. Vse to naj bi se zgodilo leta 1225 med vladanjem Kujkubada I. (1220-1337), kar je očitno pretirano zgodaj. Karaman Bejeva osvajanja so bila večinoma v škodo kraljestva Mala Armenija ali morda v škodo seldžuškega sultana Rukn al-Din Kiliç Arslana IV. (1248-1265). Med vojno z Malo Armenijo, v kateri je morda padel, je armenski kralj Hetum I. (1226-1269) leta 1244 prostovoljno priznal suverenost mongolskega velikega kana, da ga je zaščitil pred Karamanidi, Seldžuki in Mameluki. 
Rivalstvo med Kiliç Arslanom IV. in Iz al-Dinom Kejkavusom II. je omogočilo plemenom na obmejnih ozemljih živeti v navidezni neodvisnosti. Karaman Bej je podprl Kejkavusa, Arslan pa je imel podporo Mongolov in njihovega perzijskega državnika Pervane Sulejmana Muin al-Dina, ki je imel resnično oblast v sultanatu.
Mongolski guverner Perzije in general Bajdžu je bil leta 1256 odstavljen, ker mu ni uspelo osvojiti  novih ozemelj, še vedno pa je služil kot general in se še istega leta spopadel s sultanom Ruma, ker ni plačal davka, in ga že drugič porazil. Kiliç Arslan IV. se je okoli leta 1260 znebil skoraj vseh sovražnih begov in emirjev, razen Karaman Beja, kateremu je dal mesto Larende (sedanji Karaman), in Ermeneka, ki sta se vojskovala na njegovi strani. Karaman Bejev brat Bunsuz je bil izbran za džandarja – telesnega stražarja Kilič Arslana IV. Moč bratov se je okrepila po združitvi turških klanov v goratih delih Kilikije in turškega prebivalstva, ki ga je tja preselil Kejkubad.
Dobri odnosi med Seldžuki in Karamanidi niso trajali dolgo. Leta 1261 sta Karaman Bejeva brata Zejnul-Hac in Bunsuz pod pretvezo podpore Kajkavusu II., ki je pobegnil v Konstantinopel zaradi spletk kanclerja Muin al-Din Sulejmana Pervana, z vojsko 20.000 mož krenila proti seldžuški prestolnici Konyi. Združena Pervanova in mongolska vojska je porazila karamansko in ujela oba brata.
Po  Karaman Bejevi smrti leta 1262 je glava družine postal njegov najstarejši sin Mehmed I. Karaman. Po prevzemu oblasti se je začel takoj pogajati s turkmenskimi klani, da bi zbrali vojsko proti Seldžukom in Ilkanidom. Med Hatıroglu Šemseddin Bejevim uporom proti mongolski prevladi v Anatoliji leta 1276 so Karamadidi porazili več mongolsko-seldžuških vojsk, zlasti v  bitki pri  Göksuju  leta 1277, v kateri so bili Seldžuki resno poraženi. Mehmed Bej je izkoristil splošno zmedo in 12. maja 1277 osvojil Konyo in na prestol posadil pretendenta Džimrija, ki je trdil, da je Kejkavusov sin. Leta 1278 so Seldžuki in Mongoli porazili Medmed Beja in ga skupaj z nekaj brati obglavili.
Karamanidi so kljub udarcem še naprej krepili svojo moč in vpliv. Pri tem so jim bili v veliko pomoč Mameluki iz Egipta, zlasti sultan Bejbars I. Na začetku 14. stoletja so še dvakrat osvojili Konyo. Prvič jih je iz nje pregnal emir Čoban, ilkanski guverner Anatolije, drugič pa Čobanov sin in naslednik Timurtaš. Karamanski bejlik se je prvič zelo razširil po padcu Ilkanidov, drugič pa po poroki Alaeddin Ali Beja z Nesfise Sultan, hčerko osmanskega sultana Murata I. Poroka je bila prva pomembna vez med dinastijama. 
Ko se je Osmansko cesarstvo začelo širiti na Balkan, je Alaeddin Ali Bej zasedel osmansko mesto Beyşehir. Osmani so se na osvojitev takoj odzvali s pohodom na karamansko prestolnico Konyo. Sprti strani sta spor zaključili z mirovnim sporazumom, ki je veljal do vladavine Bajazida I.
Timur Lenk je oblast na karamanskem ozemlju prepustil Mehmed Beju, najstarejšemu sinu Alaeddin Ali Beja. Po smrti Bajazida I. leta 1403 se je začela  v Osmanskem cesarstvu politična kriza in borba za oblast, ki je pomenila priložnost ne samo za Karamanide, ampak za vse anatolske bejlike. Mehmed Bej je zbral vojsko in napadel Burso, jo osvojil in opustošil. Pohod ni bil zadnji karamanski pohod na osmansko ozemlje. Na enem od njih je Bajazid Paša ujel Mehmed Beja in ga poslal v ječo. Ko se je skesal za svoje napade, ga je sultan osvobodil.
Medtem ko je bil Mehmed Bej v ječi, je Ramazanoğlu Ali Bej zasedel Tarsus. Mehmed Bejev sin Mustafa Bej je med konflikti med emirji Damaska in Egipta osvobodil Tarsus. Mameluški sultan  Sajf ad-Din Inal je nadenj poslal vojsko, ki ga je porazila, opustošila Konyo in prisilila Mehmed Beja na beg iz mesta. Ramazanoğlu Ali Bej ga je zasledoval in ujel. Po sklenitvi miru je bil do smrti izgnan v Egipt.
Med križarskim pohodom na Varno leta 1443-1444 se je Karamanid Ibrahim Bej odpravil na pohod na Ankaro in Kütahyo in obe mesti uničil. Sultan Murat II. se je medtem po zmagi proti ogrskim križarjem vrnil iz Rumelije in vse islamske  anatolske emirate obtožil za izdajo. Ibrahim Bej je moral sprejeti sultanove mirovne pogoje.
Karamanidska država je bila dokončno uničena leta 1487, ko je upadla moč njihovih mameluških zaveznikov. Da ne bi nikoli več ogrozili celovitosti Osmanskega cesarstva, je sultan izselil vse prebivalce do zadnjega moža. Nekaj jih je naselil v različne dele Anatolije, velike skupine pa v severni Iran na ozemlje sedanjega Azerbajdžana. Glavnino je naselil na pred kratkim osvojeno ozemlje v pokrajini Ludogorje v  severovzhodni Bolgariji, na mejno ozemlje med sedanjo Bolgarijo in Grčijo in v Makedonijo. Osmani so na nekoč karamanskem ozemlju ustanovili Karamanski ejalet.

## Zastava
Po Katalonskem atlasu Abrahama Cresquesa iz leta 1375 je bila na karamanski zastavi šestkraka zvezda. V srednjem veku je bila taka zvezda priljubljen islamski simbol, predvsem med madhabi. Zaradi prepričanja, da je bil judovski kralj Salomon prerok, je bila znana kot Salomonov pečat. Uporabljala se je v več anatolskih bejlikih. Zvezda je bila pogosto del okrasja v osmanskih mošejah in na kovancih in celo na osebnih zastavah nekaterih osmanskih mogotcev, na primer Hajredina Barbarose. Do uničenja pokopališča Al Baqi v Medini je zvezda krasila več grobnic zgodnjih islamskih osebnosti, al-Buni  in Ibn-Arabi pa sta menila, da zvezda predstavlja največje Alahovo ime (Ismul Azam). Namesto zvezde se v sodobnem islamu uporabljajo ezoterični krogi.

## Gospodarstvo in vojska
Gospodarstvo Karamanskega bejlika je bilo odvisno predvsem od nadzora strateških trgovskih središč, med njimi Konye in Karamana, in pristanišč Lamos, Silifke, Anamur in Manavgat.
Po podatkih v Mesâlik-ül-Ebsâr avtorja Šehabeddin Omarja je imela karamanska vojska 25.000 konjenikov in 25.000 saracenov. Zanašala se je tudi na nekaj turkmenskih plemen in njihove vojščake.

## Arhitektura
Ohranjenih je 66 mošej, 8 hamamov, dva karavanseraja in tri medrese, ki so jih zgradili Karamanidi. Najpomembnejši primeri karamaske arhitekture so:
- Hasbejeva medresa (1241)
- Šerafettinova mošeja (13. stoletje)
- Medresa İnce Minare (Dar-ül Hadis) (1258–1279)
- Medresa Hatunije (Karaman)
- Mevlanova mošeja in grobnica v Konyi
- Mošeja Mader-i Mevlana (Aktekke) v  Karamanu
- Mošeja Ibrahim Beja  (Imaret) v Karamanu

## Seznam vladarjev
- Nure Sufi Bej (prestolnica: Ereğli) (1250–1256)[1]
- Kerimeddin Karaman Bej (prestolnica: Ermenek) (1256?-1261)
- Šemsedin I. Mehmed Bej (1261–1277), znan  po tem, da je uvedel uradni turški jezik
- Guneri Bej (1277–1300)
- Bedreddin Mahmud Bej (1300–1308)
- Jahši Han Bej (1308–1312) (prestolnica: Konya)
- Bedreddin I. Ibrahim Bej (1312–1333, 1348–1349)
- Alaeddin Halil Mirza Bej (1333–1348)
- Fahredin Ahmed Bej (1349–1350)
- Šemsedin Bej (1350–1351)
- Hadži Sufi Burhaneddin Musa Bej (prestolnica: Mut) (1351–1361)
- Sejfedin Sülejman Bej (1361–1357)
- Damad I. Alaeddin Ali Bej (1357–1398)
- Sultanzade II. Mehmed Bej (1398–1399, 1402–1420, 1421–1423)
- Damad Bengi Ali Bej (1423–1424)
- Damad II. Ibrahim Bej (1424–1464)
- Sultanzade Išak Bej (1464)
- Sultanzade Pir Ahmed Bej (1464–1469)
- Kasım Bej (1469–1483)
- Turgutoglu Mahmud Bej (1483–1487)